# Цунимахи
Цунимахи (дарг. ЦIунимахьи, в пер. «Одинокий отсёлок») — село в Акушинском районе Дагестана. Входит в состав сельского поселения «Сельсовет Урхучимахинский».

## Географическое положение
Расположено в 7 км к северо-западу от районного центра села Акуша, на реке Инки (бассейн р. Акуша).

## Население
| 1895 | 1926 | 1939 | 1970 | 1989 | 2002 | 2010 |
| ---- | ---- | ---- | ---- | ---- | ---- | ---- |
| 200  | ↗225 | ↗263 | ↘230 | ↗292 | ↗377 | ↗481 |
| 2021 |      |      |      |      |      |      |
| ↘388 |      |      |      |      |      |      |